# Briennon
Briennon is een gemeente in het Franse departement Loire (regio Auvergne-Rhône-Alpes) en telt 1705 inwoners (2004). De plaats maakt deel uit van het arrondissement Roanne.

## Geografie
De oppervlakte van Briennon bedraagt 23,9 km², de bevolkingsdichtheid is 71,3 inwoners per km².
De onderstaande kaart toont de ligging van Briennon met de belangrijkste infrastructuur en aangrenzende gemeenten.

## Demografie
Onderstaande figuur toont het verloop van het inwonertal (bron: INSEE-tellingen).